# コンウィ吊橋
コンウィ吊橋（コンウィつりばし、英語: Conwy Suspension Bridge、ウェールズ語: Pont Grog Conwy）は、イギリス、ウェールズの北部のコンウィ州区にある中世の町コンウィに位置する世界で最初の道路の吊橋の1つである。1950年よりイギリス指定建造物1級 (Grade I) に指定されており、現在、橋はナショナル・トラストのもとで管理されている。かつてはチェスターからバンガーにかけて走る幹線道路 A55 が渡っていたが、現在は歩行者ならびに自転車のみ通行できる。

## 歴史

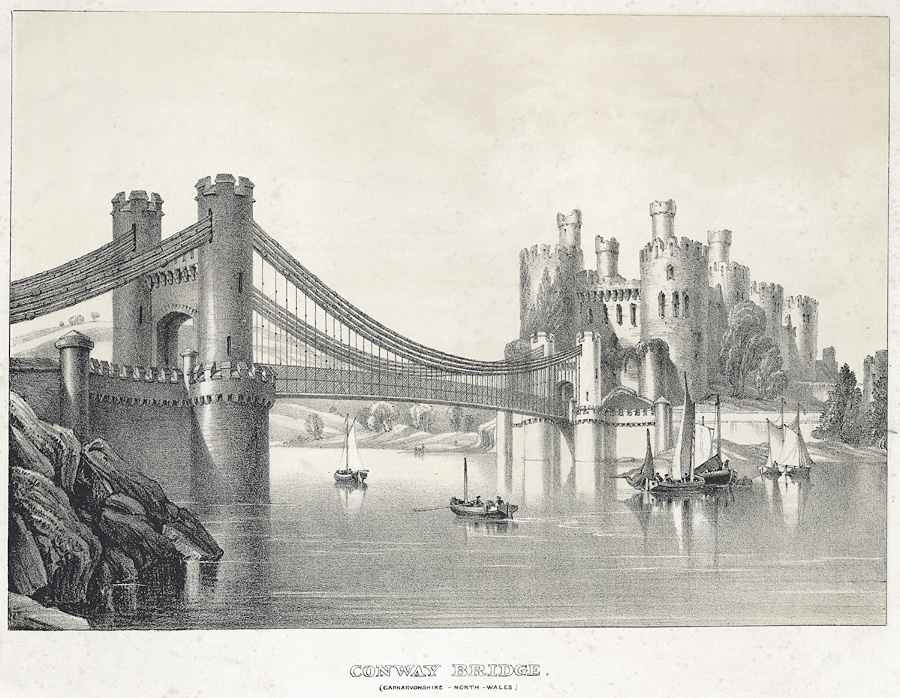
1840年頃のコンウィ吊橋
（スチーブンソンの鉄道橋〈管状橋〉建設以前）

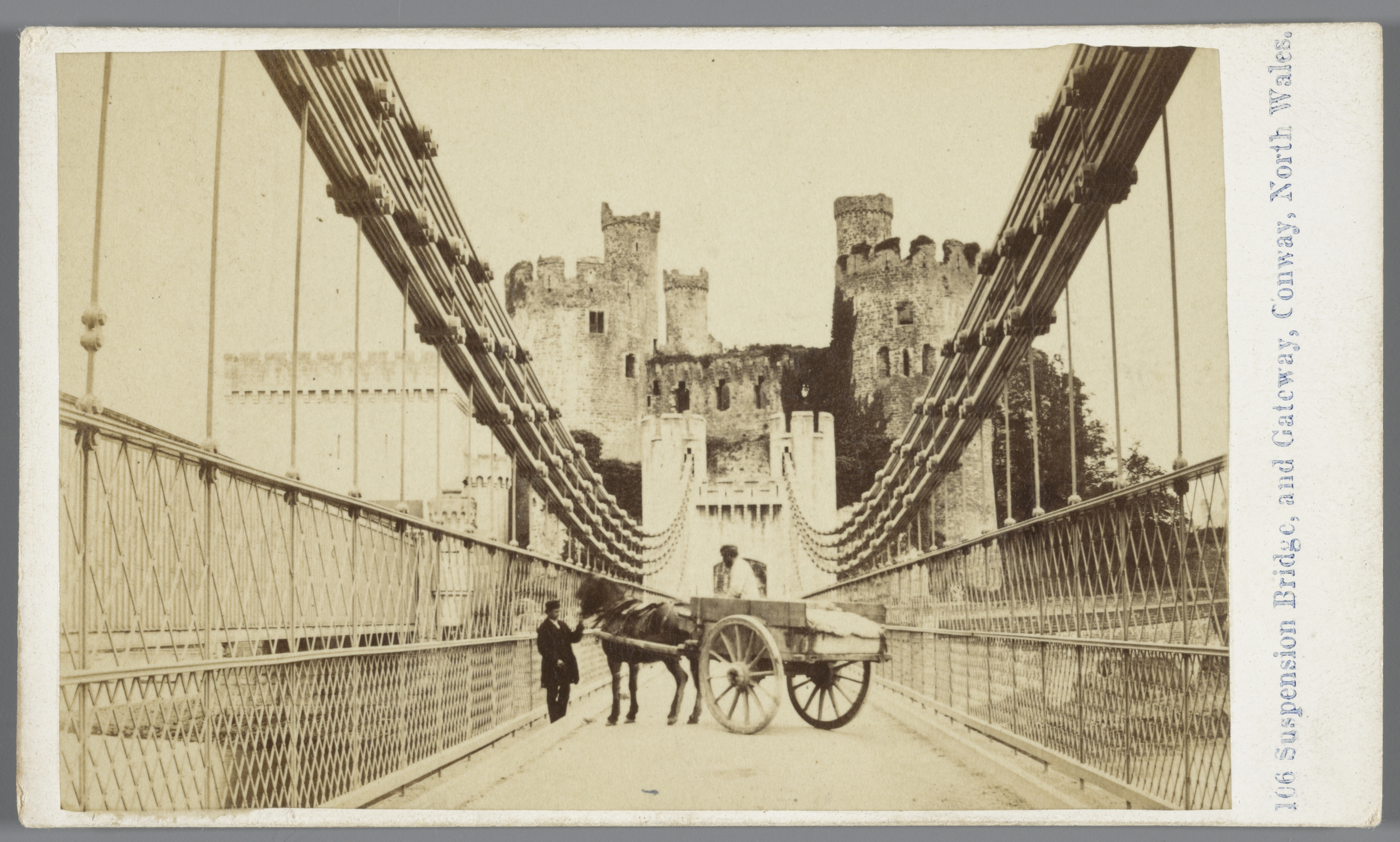
1860-1865年頃の情景

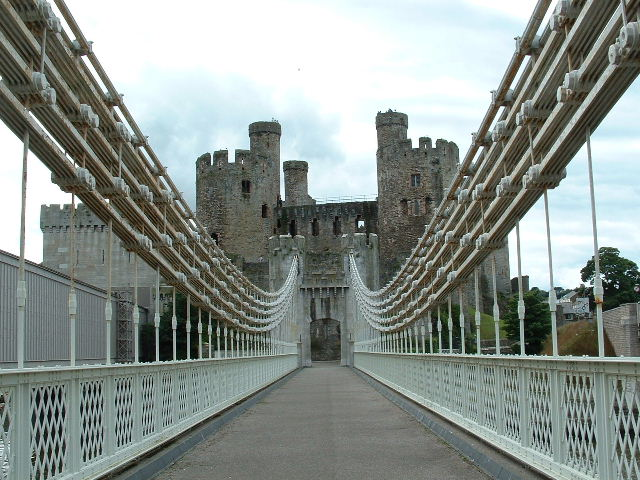
人道橋となるコンウィ吊橋 （2005年）

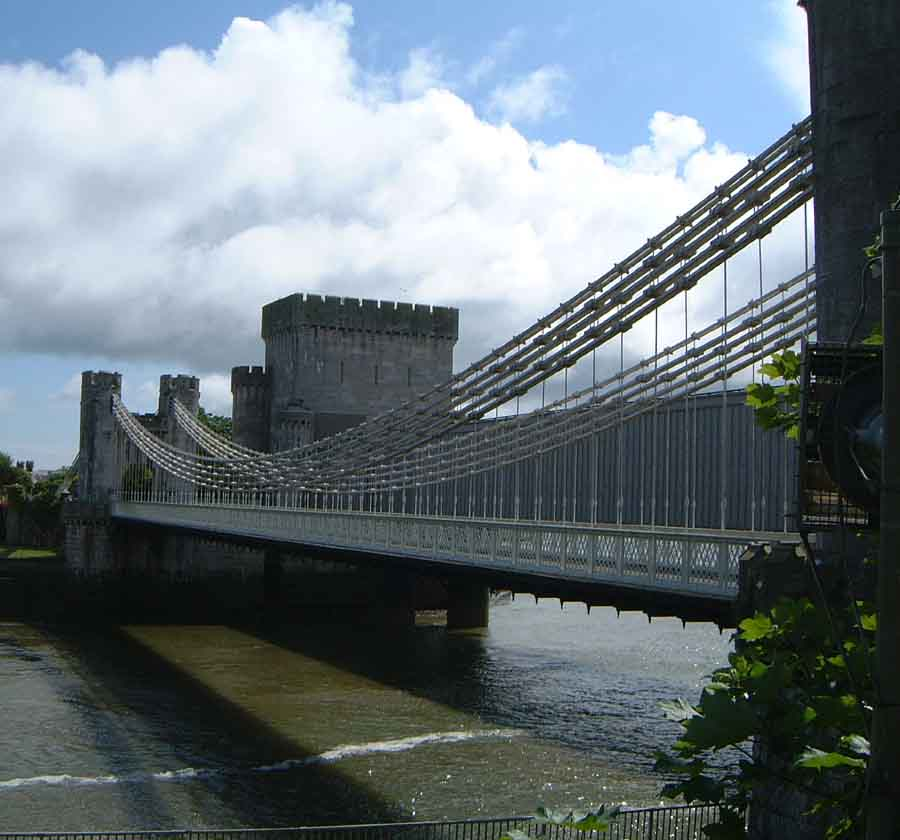
コンウィ吊橋

「テルフォード吊橋」(Telford Suspension Bridge) とも呼ばれるトーマス・テルフォードにより建設された長さ 99.5メートル (326 ft) の吊橋は、一方に世界遺産のコンウィ城があるコンウィ川に架かっている。東のチェスターからアングルシーの西端のホリーヘッドまでの経路を整えるため、コンウィ吊橋は、1822年から1826年に、5万1000ポンドの費用で建設され、完成によりコンウィとアングルシーを結ぶ渡し船 (ferry) に取って代わった。それまでのコンウィ川河口の渡し船は、潮の干満や天候により危険を伴い、1806年には11人の死亡事故も発生していた。
コンウィ吊橋は、同じくテルフォードの橋の1つとしてメナイ海峡に架けられたメナイ吊橋と同様の方式による。これらの橋の完成により、ホリーヘッドからロンドンに至るターンパイク「ホリーヘッド・ロード」が結ばれるようになった。この吊橋は、1846-1849年にロバート・スチーブンソンの管状橋としての鉄道橋が吊橋に沿って建設されるまで、コンウィ川を渡る唯一の橋であった。
当初の木製の床版（しょうばん）は、19世紀末の1896年に、幅 2.5メートル (98 in) の鉄製の板に置き換えられ、20世紀初頭の1903年には、錬鉄の鎖（アイバーチェーン、eyeber chain）の上にワイヤーケーブルを加えることで強化された。また、翌1904年には、歩行者の通行ために幅約 1.8メートル (5.9 ft) の歩道が北側に追加された。
1955年に、吊橋に並行する新しい道路橋の建設が開始され、1958年12月に完成した。12月13日に開通式が行なわれ、それまで歩行者、ウマ、馬車を渡してきた吊橋には、道路 A55 が通っていたが、新しい道路橋（コンウィ・ロード、A547）に転換された。新しい道路橋の完成に伴う吊橋の取り壊し計画は抗議により中止され、歩行者のみ使用されるようになった。1965年より、吊橋はナショナル・トラストが所有し、現在、人道橋ととして歩行者と自転車に使用されている。
1981年8月には、吊橋の東側にあり、同様にノルマン様式を模したかつての料金所 (tollhouse〈Bridgekeeper's lodge「橋番所」〉) の建物が、指定建築物2級 (Grade II) に指定され、その後修復されている。

## 構造
テルフォードは隣接するコンウィ城と調和するように、橋を「ゴシック」風に設計した。橋床は、城郭の胸壁のある塔のような二対の主塔の上より支えられ、両側の2組からなる各4列（後に5列目の上位列が追加された）の錬鉄の鎖（アイバーチェーン）から、1.5メートル (4.9 ft) 間隔の垂直ロッドにより吊り下げられている。鎖（アイバーチェーン）は、川の東側にフリーストーン (freestone、軟石）とコンクリートの台座 (plinth) により固定され、西側はコンウィ城の東のバービカン (barbican) ならびに基盤岩に固定されている。それぞれ高さ 12.2メートル (40 ft)、直径 3.75メートル (12.3 ft) の主塔は、石灰岩切石からなり、その一対の主塔の真ん中は、偽出し狭間のある厚さ 3メートル (9.8 ft) の通路上アーチの壁面によりつながっている。